# Nepente (mitologia)
Nella mitologia greca, il nepente è un farmaco che lenisce i dolori, presente in un unico passo dell'Odissea di Omero.
Come riportato dall'epopea omerica, dopo la presa di Troia l'esercito greco tornò in patria, riportando con sé Elena, la moglie di Menelao che era stata rapita da Paride, figlio del re di Troia; rapimento che era stato la causa della lunga guerra e dell'assedio di Troia. Solo Ulisse (Odisseo) non tornò immediatamente in patria, perdendosi per dieci anni in una peregrinazione in giro per il Mediterraneo, descritta dalla ben nota Odissea. Nel corso di un banchetto tenuto nella reggia di Menelao, dove è presente anche Telemaco - il figlio di Ulisse - i partecipanti vengono presi dallo sconforto e da una profonda tristezza, per via dell'assenza di Ulisse, di cui nessuno ha notizie certe se sia vivo o morto. In quel frangente, Elena di nascosto mette nel vino un farmaco che ha la proprietà di lenire il dolore, il nepente.

## Etimologia e interpretazioni
Letteralmente il termine greco νηπενθές è una parola composta da un primo suffisso negativo νη e da πενθές termine che indica dolore o pena, per cui il significato riconduce a qualcosa contro il dolore (o le pene), e nel passo omerico appare essere una forma aggettivale associata al sostantivo che lo precede, pharmakon, piuttosto che un sostantivo a sé stante. Il termine nepente è un hapax, cioè è presente solamente in questo passo omerico in tutta la letteratura greca arcaica. La pianta carnivora del genere Nepenthes prende il nome proprio da questo farmaco mitologico.
Sin dai tempi classici si sono presentate due differenti linee interpretative associate al nepente: da un lato v'è chi ha voluto vedervi una specifica e reale droga vegetale, e dall'altro v'è chi ha inteso il gesto di Elena come un atto meramente simbolico o allegorico. Lo studio più dotto e approfondito sul nepente e sulle relative interpretazioni proposte dagli autori classici resta a tutt'oggi quello di Pietro La Seine, scritto nel 1624 in latino.
Circa l'identificazione vegetale del nepente, sono state proposte le più disparate droghe: elenio, buglossa, borragine, zafferano, giusquiamo, oppio, cannabis, datura, e addirittura il caffè, e le interpretazioni più fantasiose e prive di una ponderata analisi etnobotanica sono state proposte dagli autori rinascimentali e da quelli moderni. Resta il fatto che coloro che hanno propeso per una reale fonte vegetale, l'hanno cercata fra le droghe psicoattive.
Diodoro Siculo, che visse nel I secolo a.C. era un convinto sostenitore della realtà del nepente (Bibl.Hist., I, 97). Galeno (XV, 7), vissuto a cavallo fra il I e il II secolo d.C., identificava direttamente il nepente con la buglossa (Anchusa officinalis), per la particolarità che ha questa pianta, quando messa nel vino, di eccitare la gioia e l'allegria. Plinio (Hist.Nat., XXI, 33) paragonava il nepente con l'elenio, che letteralmente significa “pianta di Elena”. Questa pianta è di difficile determinazione.
A partire dai periodi tardo-medievali e rinascimentali, numerosi autori hanno identificato il nepente con l'oppio, un'ipotesi che ha incontrato sia acerrimi sostenitori che negazionisti. Ricci (1784, XLVIII, p. 380), ad esempio, riteneva improbabile una siffatta identificazione, poiché l'oppio avrebbe indotto il sonno piuttosto che un vigile oblìo della tristezza.
Fra i principali autori classici che proposero l'interpretazione simbolico-allegorica vi furono Plutarco, Ateneo, Filostrato. Anche l'autore tardo latino Macrobio nei suoi Saturnales (VII, 1, 18), scritti verso la fine del IV secolo d.C., propendeva per il valore allegorico del nepente.
Resta il fatto che è impossibile giungere a una credibile interpretazione botanica del nepente, verificato che nel suo nome greco non v'è alcun indizio del termine con cui questo vegetale sarebbe stato indicato in Egitto, suo luogo di provenienza come indicato nel passo omerico, in cui tra l'altro non v'è riportata una sua benché minima descrizione. Non è un caso che Teofrasto, vissuto a cavallo fra il IV e il III secolo a.C., da serio botanico pur dei suoi tempi, non ne abbia proposta alcuna identificazione (Hist.Pl., IX, 15,1), poiché ben sapeva che senza una pur minima descrizione di una pianta, è totalmente inutile argomentarvici.
Non è nemmeno da escludere l'interpretazione meramente simbolico-allegorica del nepente, considerato che oggigiorno la radicata credenza dell'esistenza di Omero in quanto unico scrittore dell'Iliade e dell'Odissea è stata per lo più abbandonata, a favore di un'unificazione di diverse tradizioni orali cantate dagli aedi (cantori professionisti). Ecco quindi che non essendo esistito un poeta Omero, che avrebbe potuto riportare una sua personale e specifica conoscenza circa una droga egiziana, è assai probabile che il tema del nepente abbia fatto parte di uno dei tanti contributi fantasiosi apportati dagli aedi ai versi da loro cantati. E il fatto che non sia stato riportato il nome egiziano, nemmeno stravolto dalla sua interpretazione fonetica greca, bensì che sia stato dato un nome totalmente greco, per di più come aggettivo associato al sostantivo pharmakon, avvalorerebbe questa ipotesi.

## Descrizione nell'Odissea

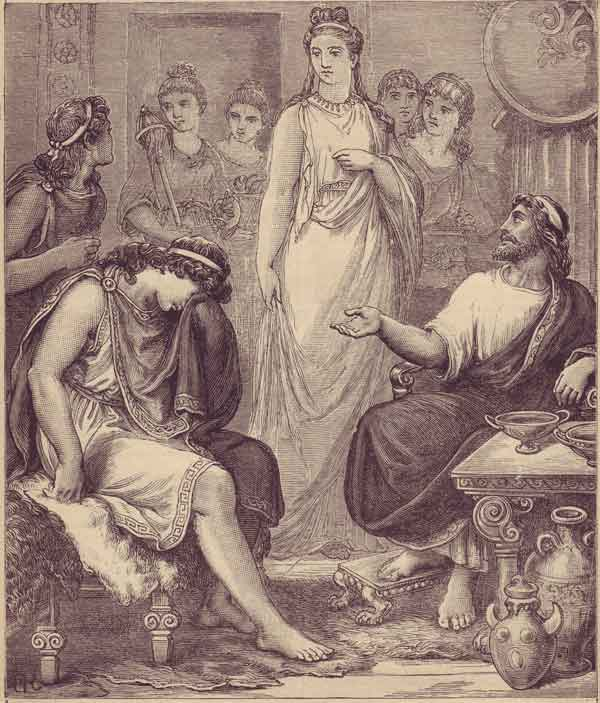
Telemaco in visita alla reggia di Elena e Menelao (Odissea, libro IV).

La parola nepente appare per la prima volta nel quarto libro dell'Odissea di Omero. Elena riceve da Polidamna (Πολύδαμνα), moglie del nobile signore egiziano Tone (Θῶν), il nepente e lo versa nel vino che Telemaco e Menelao stanno bevendo.
"... Ma in altro Pensiero allora Elena entrò.
Nel dolce vino, di cui bevean, farmaco infuse
Contrario al pianto, e all'ira, e che l'obblio
Seco inducea d'ogni travaglio e cura..."

Odissea, Libro IV, v. 219-221